# Тимимун
Тимимун (араб. تيميمون‎) — город и коммуна в центральной части Алжира, в вилайете Адрар. Административный центр округа Тимимун.

## Географическое положение
Город находится в северной части вилайета, на территории одного из оазисов северо-западной Сахары, на расстоянии приблизительно 862 километров к юго-юго-западу (SSW) от столицы страны Алжира. Абсолютная высота — 279 метров над уровнем моря.
Коммуна Тимимун граничит с коммунами Тинеркук, Аугрут, Улед-Айса, Улед-Саид и Хасси-эль-Гара (вилайет Гардая). Её площадь составляет 9936 км².

## Климат
Климат города характеризуется как аридный жаркий (BWh в классификации климатов Кёппена). Осадки в течение года практически отсутствуют (среднегодовое количество — 17 мм). Средняя годовая температура составляет 24,2 °C. Средняя температура самого холодного месяца (января) составляет 11,8 °С, самого жаркого месяца (июля) — 36,6 °С..

## Население
По данным официальной переписи 2008 года численность населения коммуны составляла 33 060 человек. Доля мужского населения составляла 50,01 %, женского — соответственно 49,99 %. Уровень грамотности населения составлял 79,6 %. Уровень грамотности среди мужчин составлял 87,5 %, среди женщин — 71,8 %. 7 % жителей Тимимуна имели высшее образование, 19,3 % — среднее образование.

## Транспорт
Через город проходит национальная автодорога N 51. К юго-западу от Тимимуна находится одноимённый аэропорт.

## Достопримечательности
- Примерно в 50 километрах от города, посреди песчаных дюн Сахары находится крепость Ксар Драа (когда и кем она была построена, и каково было её назначение — неизвестно)[7].